# Шаркис
Шаркис (лит. Šarkis) — деревня в Калварийском самоуправлении Мариямпольского уезда Литвы. Входит в состав Любавасского староства.

## География
Деревня расположена на юго-западе Литвы, в пределах Судувской возвышенности, к югу от озера Шаркис, на расстоянии приблизительно 25 километров к юго-западу от города Мариямполе, административного центра уезда. Абсолютная высота — 163 метра над уровнем моря.
Ближайшие населённые пункты: Казлавас, Сауселис, Салапераугис, Пелуцмургяй, Пасекос.
Климат
Климат деревни характеризуется как умеренно континентальный с чертами морского (Dfb в классификации климатов Кёппена).

## История
В 1827 году в деревне Шарки имелось 8 домов и проживало 62 человека.
В 1888 году в населённом пункте числилось 99 человек. В национальном составе 100 % составляли литовцы. В административном отношении деревня входила в состав гмины Любово Кальварийского уезда Сувалкской губернии.

## Население
По данным официальной переписи 2011 года численность населения Шаркиса составляла 5 человек (3 мужчины и 2 женщины).